# Новофедорівка (Скадовський район)
Новофе́дорівка — село в Україні, у Бехтерській сільській громаді Скадовського району Херсонської області. Населення становить 3045 осіб. Колишній центр Новофедорівської сільської ради.

## Розташування

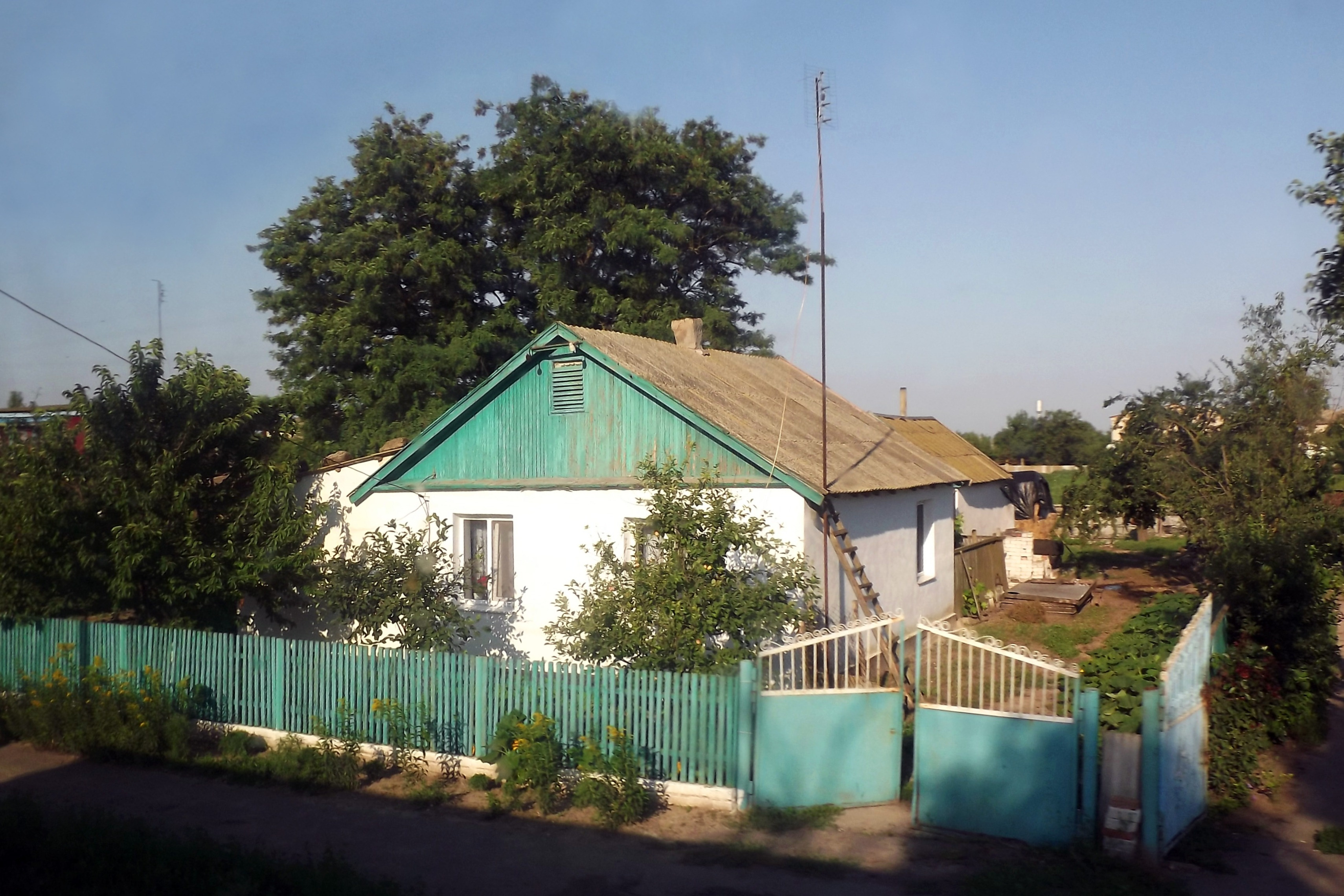
Приватна садиба в селі

Відстань до Голої Пристані — 52 км. Відстань до Чорного моря — 5 км.

## Історія
Село засноване в 1921 році. На його території діяв радгосп «Заповіти Шевченка», пізніше — «Сонячний».
у 1981 співробітниками інституту археології  АН УРСР під керівництвом А.В.Симоненка було проведено дослідження Скіфських курганів (могил). По результатам знайдених амфор, кургани датуються в межах 5-4 ст. до н.е.
24 лютого 2022 року село тимчасово окуповане російськими військами під час російсько-української війни.

## Населення
Згідно з переписом УРСР 1989 року чисельність наявного населення села становила 957 осіб, з яких 476 чоловіків та 481 жінка.
За переписом населення України 2001 року в селі мешкала 971 особа.

### Мова
Розподіл населення за рідною мовою за даними перепису 2001 року:
| Мова       | Відсоток |
| ---------- | -------- |
| українська | 90,44 %  |
| російська  | 9,04 %   |
| білоруська | 0,31 %   |
| молдовська | 0,10 %   |

## Інфраструктура
В селі розташована загальноосвітня школа І-ІІІ ступенів ,  дитячий садок , ФАП, будинок культури, поштове відділення, приватні магазини  та торговельно-побутовий комплекс «Ассоль».
З районним центром село з'єднане трасою з твердим покриттям.

## Вулиці
В Новофедорівці налічується 5 вулиць:
- Степова вул.
- Першотравнева вул.
- Незалежності вул.
- Української Армії вул.
- Перспективна вул.